# Европско првенство у атлетици у дворани 1975 — бацање кугле за жене
Такмичење у бацању кугле у женској конкуренцији на 6. Европском првенству у атлетици у дворани 1975. одржано је 8. марта у Спортско-забавној дворани Сподек у Катовицама, (Пољска).
Титулу освојену у Гетеборгу 1974. бранила је Хелена Фибингерова из Чехословачкеа..

## Земље учеснице
Учествовало је 8 бацачица кугле из 5 земаља.
1. Бугарска (2)
2. Чехословачка (1)
3. Источна Немачка (2)
4. Мађарска (1)
5. Совјетски Савез (2)

## Рекорди
| Рекорди пре почетка Европског првенства у дворани 1975.     | Рекорди пре почетка Европског првенства у дворани 1975. | Рекорди пре почетка Европског првенства у дворани 1975. | Рекорди пре почетка Европског првенства у дворани 1975. | Рекорди пре почетка Европског првенства у дворани 1975. | Рекорди пре почетка Европског првенства у дворани 1975. |
| ----------------------------------------------------------- | ------------------------------------------------------- | ------------------------------------------------------- | ------------------------------------------------------- | ------------------------------------------------------- | ------------------------------------------------------- |
| Светски рекорд                                              | Хелена Фибингерова                                      | Чехословачка                                            | 21,13                                                   | Јаблонец, Чехословачка                                  | 15. фебруар 1975.                                       |
| Европски рекорд                                             | Хелена Фибингерова                                      | Чехословачка                                            | 21,13                                                   | Јаблонец, Чехословачка                                  | 15. фебруар 1975.                                       |
| Рекорди европских првенстава                                | Хелена Фибингерова                                      | Чехословачка                                            | 20,75                                                   | Гетеборг, Шведска                                       | 19. март 1974.                                          |
| Рекорди после завршеног Европског првенства у дворани 1975. |                                                         |                                                         |                                                         |                                                         |                                                         |
| Нових рекорда није било.                                    |                                                         |                                                         |                                                         |                                                         |                                                         |

## Освајачи медаља
|                               |                                 |                          |
| Маријане Адам Источна Немачка | Хелена Фибингерова Чехословачка | Иванка Христова Бугарска |

## Резултати

### Коначан пласман
| Место | Атлетичарка        | Земља             | #1    | #2    | #3    | #4    | #5    | #6    | Резултат | Белешка |
| ----- | ------------------ | ----------------- | ----- | ----- | ----- | ----- | ----- | ----- | -------- | ------- |
|       | Маријане Адам      | Источна Немачка   | 18,86 | 20,05 | 19,30 | 19,19 | 19,55 | 19,94 | 20,95    |         |
|       | Хелена Фибингерова | Чехословачка      |       |       |       |       |       |       | 19,97    |         |
|       | Иванка Христова    | Бугарска          |       |       |       |       |       |       | 19,35    |         |
| 4.    | Светлана Крачевска | Совјетски Савез   |       |       |       |       |       |       | 19,04    |         |
| 5.    | Брунхилда Леве     | Источна Немачка   |       |       |       |       |       |       | 18,47    |         |
| 6.    | Елена Стојанова    | Бугарска          |       |       |       |       |       |       | 18,34    |         |
| 7.    | Тамара Буфетова    | { Совјетски Савез |       |       |       |       |       |       | 17,75    |         |
| 8.    | Маргита Ирањив     | Мађарска          |       |       |       |       |       |       | 16,23    |         |

## Укупни биланс медаља у бацању кугле за жене после 6. Европског првенства у дворани 1970—1975.
|    | Земља           |   |   |   |    |
| -- | --------------- | - | - | - | -- |
| 1. | Совјетски Савез | 3 | 2 | 2 | 7  |
| 2. | Чехословачка    | 2 | 1 | 0 | 3  |
| 3. | Источна Немачка | 1 | 2 | 3 | 6  |
| 4. | Пољска          | 0 | 1 | 0 | 1  |
| 5. | Бугарска        | 0 | 0 | 1 | 1  |
|    | Укупно {5}      | 6 | 6 | 6 | 18 |

|    | Атлетичарка        | Земља           |   |   |   |   |
| -- | ------------------ | --------------- | - | - | - | - |
| 1. | Надежда Чижова     | Совјетски Савез | 3 | 1 | 0 | 4 |
| 2. | Хелена Фибингерова | Совјетски Савез | 2 | 1 | 0 | 3 |
| 3. | Маријане Адам      | Источна Немачка | 1 | 0 | 2 | 3 |
| 4. | Антонина Иванова   | Совјетски Савез | 0 | 1 | 2 | 3 |